# Miguel Mena
Miguel Ángel Mena Peralta, född 7 juli 1997, är en nicaraguansk simmare.
Mena tävlade för Nicaragua vid olympiska sommarspelen 2016 i Rio de Janeiro, där han blev utslagen i försöksheatet på 100 meter frisim. Vid olympiska sommarspelen 2020 i Tokyo slutade Mena på 55:e plats på 100 meter frisim och blev återigen utslagen i försöksheatet.